# Oliviero Bergamini
Oliviero Bergamini (Bergamo, 2 marzo 1962) è un giornalista italiano.

## Biografia
Si è laureato in Storia e ha conseguito il dottorato di ricerca in Storia delle Americhe presso l'Università degli Studi di Genova. Dopo essere stato assunto per concorso in Rai nel 1996, ha lavorato presso le redazioni regionali TGR di Trento e Milano. Dal 2002 è passato al TG3, dove è stato inviato della Redazione Cronaca e della Redazione Esteri. Ha seguito eventi in numerose aree di crisi, realizzando servizi e reportage in Iraq, Afghanistan, Libano, Birmania, Haiti, Corea del Nord, Yemen, etc. Ha anche seguito vicende degli Stati Uniti, dove ha trascorso diversi periodi di lavoro, contribuendo tra l'altro alla copertura delle elezioni presidenziali del 2008. 
Per i suoi servizi ha vinto il Premio di Giornalismo "Sodalitas", ed è stato per due volte finalista del Premio Giornalistico Televisivo "Ilaria Alpi".
Dal 2011 al 2012 è stato caporedattore della Redazione di Milano del TG3, che cura la produzione dell'edizione delle ore 12 del telegiornale. 
Successivamente, dal 2012 al 2014 è stato caporedattore della Redazione Cultura del TG3. 
Dal febbraio 2014 è passato al TG1, come caporedattore della Redazione Esteri. 
Da ottobre 2017 ad ottobre 2020 è stato corrispondente Rai da New York. 
Successivamente, fino all'agosto 2023 è stato vicedirettore di Rainews24. 
Dall'agosto 2023 è tornato a ricoprire il ruolo di responsabile Esteri del TG1. 
In questa veste ha condotto su RAI1 numerose edizioni straordinarie e speciali relativi ad  argomenti di politica estera, dal conflitto in Medio Oriente, alla guerra in Ucraina, alle elezioni negli USA e in Germania. In particolare ha curato e condotto lo speciale del TG1 sule elezioni presidenziali USA del 5 novembre 2024.
Nell'arco della sua carriera ha realizzato molte interviste a personaggi politici internazionali, tra cui il premier israeliano Benjamin Netanyahu, il ministro degli Esteri iraniano Hossein Amir-Abdollahian, Julian Assange, il direttore generale ONU Ban Ki Moon, il presidente della commissione europea Barroso, e molti altri. 
Dalla fine del 2023 cura e conduce "America 7" un podcast settimanale sugli Stati Uniti disponibile su RAIPlay Sound e altre piattaforme.
Vincitore di concorso per il ruolo di professore associato in Storia delle Americhe, è stato docente di Storia degli Stati Uniti e di Storia contemporanea presso l'Università di Bergamo; attualmente è Docente a contratto di Storia del Giornalismo presso la stessa università, e tiene regolarmente lezioni presso altri atenei, tra cui l'Università degli Studi di Torino, dove è stato più volte docente del Master in North-American Studies. È autore di numerosi articoli accademici e libri su temi di storia e politica degli Stati Uniti e di storia del giornalismo e dei mass-media.

## Opere
- Storia degli Stati Uniti, (prima ed. 2002) - 3ª ed. aggiornata, Laterza, Bari-Roma 2023
- Chi è Hillary Clinton: un enigma americano, ed. Ombre Corte, 2016
- La democrazia della stampa: storia del giornalismo, 2ª ed. aggiornata, Laterza, Bari-Roma 2013
- Da Wall Street a Big Sur; un viaggio in America, Laterza, Bari-Roma 2012
- Specchi di guerra; giornalismo e conflitti armati da Napoleone a oggi, Laterza, Bari-Roma 2009
- Democrazia in America? Il sistema politico e sociale degli Stati Uniti, Ombre Corte, Verona 2004
- Breve storia del federalismo americano, Marcos y Marcos, Milano 1996
- Un esercito per la nazione: Elihu Root e la nascita del moderno sistema militare degli Stati Uniti, Marcos y Marcos, Milano 1995